# Kleiner Jasmunder Bodden mit Halbinseln und Schmaler Heide
Kleiner Jasmunder Bodden mit Halbinseln und Schmaler Heide este o arie protejată (arie specială de conservare — SAC, sit de importanță comunitară — SCI) din Germania întinsă pe o suprafață de 4.051 ha, integral pe uscat.

## Localizare
Centrul sitului Kleiner Jasmunder Bodden mit Halbinseln und Schmaler Heide este situat la coordonatele 54°27′01″N 13°30′48″E / 54.4503°N 13.5133°E.

## Înființare
Situl Kleiner Jasmunder Bodden mit Halbinseln und Schmaler Heide a fost declarat sit de importanță comunitară în decembrie 1999 pentru a proteja 1 specie de plante și 5 specii de animale. Situl a fost protejat și ca arie specială de conservare în august 2016.

## Biodiversitate
Situată în ecoregiunea continentală, aria protejată conține 19 habitate naturale: Lagune de coastă, Vegetație anuală la limita mareei, Faleze cu vegetație de pe coastele atlantice și baltice, Dune mobile de-a lungul țărmului cu Ammophila arenaria („dune albe”), Dune de coastă fixe cu vegetație erbacee („dune gri”), Dune împădurite din regiunile atlantică, continentală și boreală, Ape stătătoare oligotrofe până la mezotrofe, cu vegetație de Littorelletea uniflorae și/sau de Isoëto-Nanojuncetea, Lacuri eutrofice naturale cu vegetație de tip Magnopotamion sau Hydrocharition, Pajiști umede nord-atlantice cu Erica tetralix, Pajiști uscate europene, Formațiuni de Juniperus communis pe lande sau pajiști calcaroase, Pajiști uscate seminaturale și facies de acoperire cu tufișuri pe substraturi calcaroase (Festuco-Brometalia) (* situri importante pentru orhidee), Pajiști cu Molinia pe soluri calcaroase, turboase sau argilos-nămoloase (Molinion caeruleae), Mlaștini turboase de tranziție și turbării mișcătoare, Mlaștini calcaroase cu Cladium mariscus și specii de Caricion davallianae, Mlaștini alcaline, Păduri de fag Luzulo-Fagetum, Păduri de fag Asperulo-Fagetum, Păduri aluvionare cu Alnus glutinosa și Fraxinus excelsior (Alno-Padion, Alnion incanae, Salicion albae).
La baza desemnării sitului se află mai multe specii protejate:
- plante (1): moșișoare (Liparis loeselii)
- amfibieni (1): triton cu creastă (Triturus cristatus)
- mamifere (1): vidră de râu (Lutra lutra)
- nevertebrate (3): fluturele purpuriu (Lycaena dispar), Vertigo angustior, Vertigo moulinsiana